# Cultivo de algodón en Azerbaiyán

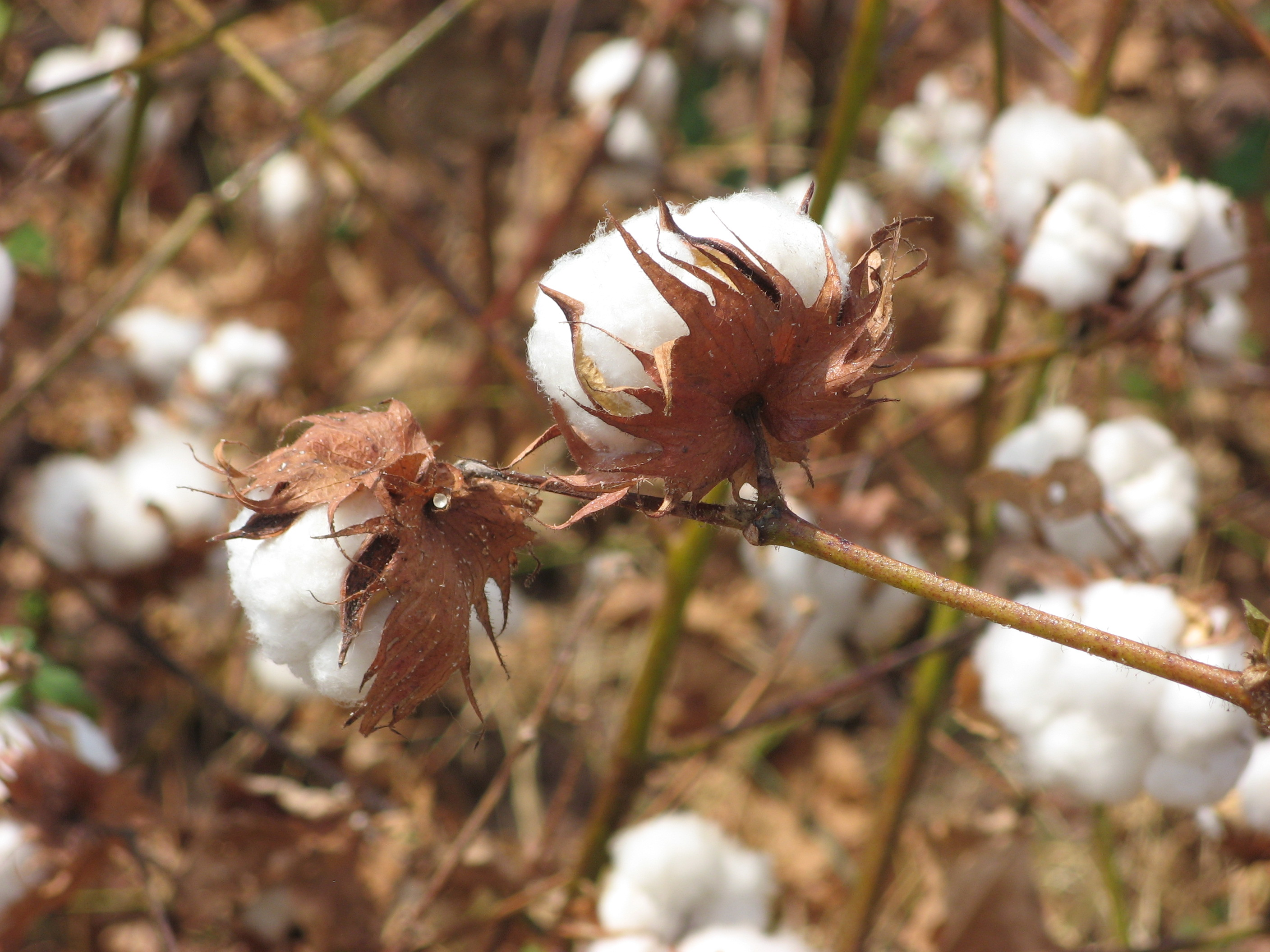

El cultivo de algodón es una rama de la agricultura, que se dedica a la cultivación y producción de algodón. La palabra algodón deriva del árabe قُطْن (al) qutn.  El algodonero de las especies del género Gossypium de la familia Malvaceae son cultivadas para producir las fibras para  industria textil – algodón. Azerbaiyán tiene las buenas condiciones para el cultivo de algodón, pues es una planta suculenta, y no quiere frío ni temperaturas muy bajas.

## La historia temprana
Según los datos arqueológicos en Mingachevir fueron encontrados los madejas y semillas d algodón de las siglas V—VI. En las otras ciudades de Azerbaiyán como Barda,  Nakhcivan, Beilagan, Gandja y Shemkir el algodón fue cultivado para la exportación a Rusia en el siglo XV. Hasta el siglo XIX la producción de algodón fue limitada debido a que se utilizó casi sólo para las necesidades locales.El factor principal del desarrollo rápido del cultivo de algodón fue la falta de algodón en Rusia. La lucha por los mercados mundiales agudizó y obligó los industriales rusos importar el algodón del extranjero. 

## sigloXX
A principio del siglo XX la exportación del algodón del Gokchay por el río Kurá aumentaba. Así, en Azerbaiyán el cultivo del algodón fue convertido en una industria principal.
También en los años 60 del siglo XX en Azerbaiyán Soviético fue el desarrollo de agricultura.
En 1969, después de la elección de Heydar Aliyev como el dirigente de Azerbaiyán, la producción de algodón fue 300 mil toneladas y en 1981 la cifra alcanzó 1 millón 15 mil toneladas.
Pero después en los años 80 del siglo XX a pesar de las buenas condiciones llegó el período de la recesión y el nivel del desarrollo del cultivo del algodón fue disminuido. Los factores de la caída de la producción son los siguientes: la dependencia de los productores de los explotadores, la política desfavorecida de los precios de algodón, la guerra, la competencia con otras ramas de agricultura, desastres naturales u otros. Y en 1985 la producción del algodón fue disminuido desde 1 millón hasta 780 mil toneladas.

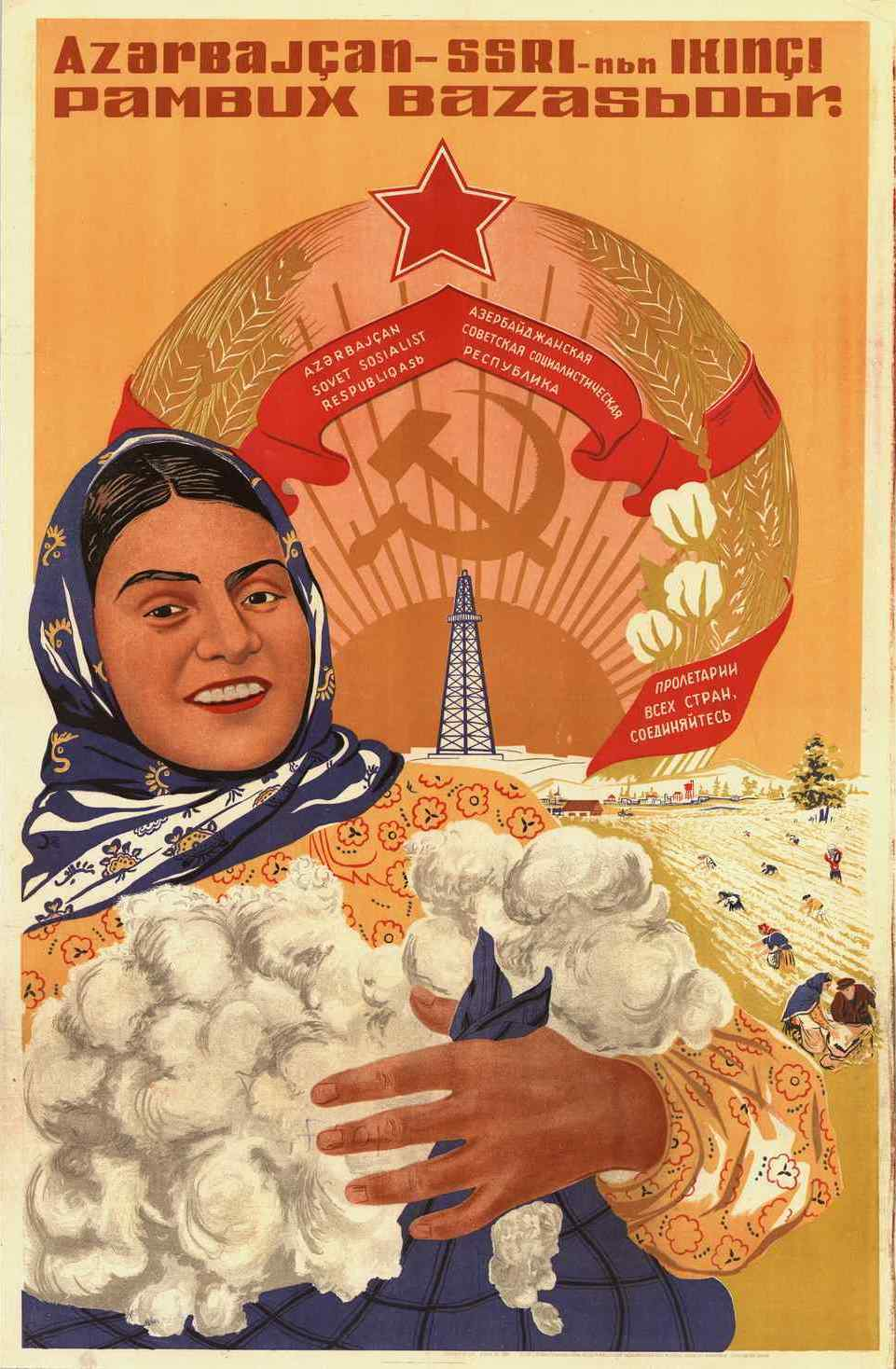
El póster de Azerbaiyán de 1937, una mujer algodonera

## sigloXXI
El caída de la producción fue continuado y en los años de independencia. El primer año del nuevo siglo en Azerbaiyán la producción de algodón fue 35 mil toneladas en la superficie de 18700 hectáreas. En 2010 la cifra alcanzó 37,3 mil toneladas en la superficie de 30 mil hectáreas.  
El año 2015 fue el año más desafortunado en la historia moderna del cultivo de algodón en Azerbaiyán.   
Pero el 2016 fue un año del renacimiento del cultivo del algodón en Azerbaiyán. Fue un punto de inflexión en desarrollo del cultivo del algodón. Se recogieron 90 mil toneladas del algodón de 51 mil ha. Es el triple del año 2015.

## Reunión republicana sobre el desarrollo del cultivo de algodón en Azerbaiyán

### Primera reunión – Sabirabad, 2016
El 17 de septiembre de 2016 en la Casa de Cultura de Sabirabad bajo la presidencia de Ilham Aliyev se realizó la primera reunión republicana sobre el desarrollo del cultivo de algodón en Azerbaiyán.
En primer lugar se comentaron las razones de la caída del desarrollo del cultivo del algodón y también se propusieron las medidas para mejorar la situación.
Ilham Aliyev señaló que el desarrollo del cultivo del algodón junto con el aspecto económico, también tiene un impacto social, pues según se preveía para los años 2016-2017 en los campos de algodón de 24 regiones que trabajaran alrededor de 70 mil personas, lo que significa un aumento del empleo.
Para el año 2016 se ha previsto la siembra del algodón en la superficie de 50 mil hectáreas.

### La segunda reunión – Saatli, 2017
El 28 de marzo de 2017 en Saatli bajo la presidencia de Ilham Aliyev se realizó la segunda reunión republicana sobre el desarrollo del cultivo de algodón en Azerbaiyán.
Fue señalado que después de aprobación de la independencia, en el desarrollo de la producción de algodón no se ha logrado el resultado deseado debido a que los primeros años de la independencia Azerbaiyán no tenía suficiente capacidad financiera, pues el cultivo de algodón requiere inversiones grandes. 
El 2017 se prevé  el rendimiento de 20 quintales, mientras el año pasado la cifra fue el 17 quintales. 